# (White Man) in Hammersmith Palais
«(White Man) In Hammersmith Palais» es una canción y un sencillo de la banda The Clash emitido junto a «The Prisoner» el 16 de junio de 1978. En 1979, fue incluido en la versión americana del álbum The Clash.

## Significado
La canción comienza relatando un recital de reggae en el Hammersmith Palais del distrito Shepherd's Bush en el oeste de Londres al que asistió Joe Strummer y que fue encabezado por los músicos Dillinger, Leroy Smart y Delroy Wilson. Strummer expresa en la letra su decepción por la superficialidad de la presentación, alejada de las raíces rebeldes del rock y más parecida al estilo pop del cuarteto The Four Tops al que menciona explícitamente.
El tema luego se desvía del recital para abordar otras temáticas relacionadas con la situación británica del momento. Primero, la canción da un mensaje contrario a la violencia («no te llevará a ningún lado jugar con tus armas»), después critica la distribución de la riqueza en el país («por qué no llamamos a Robin Hood para pedirle una mejor redistribución»), analiza la desviación de las bandas punk de la lucha por ideales en favor de beneficios personales («están todos ocupados peleando por una mejor ubicación bajo el alumbrado» (...) «convierten la rebeldía en dinero») y, finalmente, expresa temor por la expansión del fascismo en Inglaterra («si Adolf Hitler viniera hoy lo llevarían en limusina»).

## Historia
El estilo reggae de «(White Man) In Hammersmith Palais» lo convirtieron en el segundo tema del género grabado por la banda, después de la versión de «Police & Thieves» lanzado en su álbum debut.
«(White Man) In Hammersmith Palais» ayudó a diferenciar a The Clash política y musicalmente de las otras bandas punk contemporáneas como Sex Pistols que defendían ideas nihilísticas y anárquicas en canciones homogéneas y crudas.
El tema fue siempre un favorito de Joe Strummer que, luego de la separación de The Clash, continuó tocándolo con su banda The Mescaleros hasta su muerte en 2002. Tanto es así que fue la única canción tocada en su funeral.
En 2007, se decidió que la canción fuera la última en interpretarse en el Hammersmith Palais antes de su demolición. Paul Simonon, exbajista de Clash, fue el encargado de la interpretación junto a su banda The Good, the Bad and the Queen y se especulaba que su excompañero en The Clash Mick Jones pudiera llegar a acompañarlo. Sin embargo, Mick Jones no participó del show de la banda el 31 de marzo y, para sorpresa y desprecio de algunos fanáticos, el último recital se celebró un día después con la banda The Fall como responsable.